# Good Rats
Good Rats es un grupo estadounidense de hard rock originario de Nueva York, donde son populares, aunque han obtenido un modesto éxito a nivel nacional en su país, e incluso internacionalmente.

## Historia
El embrión de la banda fue U-Men, grupo formado hacia 1964 por 5 estudiantes de la Universidad de St. John, de Queens, a saber: Peppi Marchello, Ted Haenlein, Frank Stapleton, Eric Crane y Denny Ryan, quienes tocaban versiones del "Top 40", mientras componían su propia música.
A fines de los años 60, a instancias de un ejecutivo de una compañía discográfica que les ofreció un contrato, cambiaron su nombre, y ya en 1969, con una formación diferente en la cual permaneció Peppi Marchello, apareció el álbum debut: The Good Rats.
Con frecuentes cambios en la alineación (por la cual pasó el futuro guitarrista de Kiss, Bruce Kulick) los Good Rats continuaron con su carrera, editando álbumes de manera regular -aunque algo espaciada- a lo largo de los 70, entre los cuales Tasty de 1974 es el más celebrado.
El último disco antes de entrar en inactividad fue Great American Music, de 1981, junto al futuro miembro de Kiss, Bruce Kulick, luego de lo cual el grupo no vuelve a producir nueva música por espacio de 15 años.
En 1996 regresan con un trabajo llamado Tasty Seconds, el cual fue reeditado como Cover of Night en el año 2000.
En 1998 también vio la luz The Way You Like 'Em!, CD conteniendo un concierto en vivo grabado unos 20 años atrás.
A lo largo de la década de 2000 el grupo se mantuvo relativamente activo; en 2012 el líder de la banda lanzó un disco de archivo con viejas grabaciones: Blue Collar Rats (The Lost Archives), Marchello desafortunadamente falleció el 10 de julio de 2013, de un ataque cardíaco a los 68 años, con lo cual el grupo perdió a su líder histórico.
En 2016 fue lanzado Making Rock and Roll Great Again, un álbum en formato digital con Stefan Marchello (hijo de Peppi) en guitarra y voz.

## Discografía
- The Good Rats (1969)
- Tasty (1974)
- Ratcity in Blue (1975)
- From Rats to Riches (1978)
- Rats the Way You Like It... Live (Directo, 1978)
- Birth Comes to Us All (1978)
- Live at Last (Directo, 1979)
- Great American Music (1981)
- Tasty Seconds (1996)
- Rats the Way You Like 'Em! (Directo, 1998)
- Blue Collar Rats (The Lost Archives) (2012)
- Afterlife (2014)
- Making Rock and Roll Great Again (2016)